# Yasushi Tanaka
Pour les articles homonymes, voir Tanaka.
Yasushi Tanaka (田中 保, Tanaka Yasushi), né le 13 mai 1886 à Saitama au Japon et mort le 24 avril 1941 à Paris, est un peintre de portraits, nus, architectures, paysages et fleurs, japonais.

## Biographie
Yasushi Tanaka se fixe à Paris en 1920 et expose, dès lors, à la Société nationale des beaux-arts ainsi qu'au Salon d'automne, des Indépendants et des Tuileries à Paris. Il s'installe rue Notre-Dame-des-Champs à Paris de 1923 à sa mort.
Ses compositions portent toujours la trace de la première émotion artistique qu'il éprouve en se rendant aux États-Unis, en 1904, devant les vastes paysages américains, en si grand contraste avec le cadre de son enfance.
S'il préfère les techniques de l'École française aux pratiques japonaises traditionnelles, il échappe malgré tout à toute influence d'école et se met à l'étude directe de la nature, dans de très pures harmonies colorées.

## Musées
- Le Musée National de Tokyo, conserve une de ses œuvres: Dos nu.